# Günther Möhlmann
Günther Möhlmann (* 21. März 1910 in Kiel; † 4. Mai 1984 in Bonn) war ein deutscher Historiker und Archivar. Möhlmann war von 1946 bis 1975 Leiter des Staatsarchives Aurich.

## Leben
Möhlmann war der Sohn eines Marinearztes. Er besuchte das Gymnasium in Eutin, das er 1928 mit dem Abitur verließ. An der Universität Bonn studierte er Geschichte, Germanistik sowie Klassische Philologie und wurde Mitglied der Burschenschaft Alemannia. Seine Studien beendete er an der Universität Göttingen. Dort gehörten unter anderem Karl Brandi und Percy Ernst Schramm zu seinen Professoren. Er besuchte aber auch Vorlesungen über Historische Hilfswissenschaften bei Alfred Hessel. An der Göttinger Universität promovierte er im Juli 1933 bei Hessel mit einer Dissertation über den Güterbesitz des Hochstifts Bremen während des Mittelalters zum Dr. phil. Das Werk erschien noch im selben Jahr im Bremer Winter-Verlag.
Im Oktober 1934 absolvierte Möhlmann einen Lehrgang am Institut für Archivwissenschaft in Berlin-Dahlem unter der Leitung von Albert Brackmann. Nach bestandenem Archivexamen wurde er in Hannover als Archivhilfsarbeiter angestellt, 1937 zum Archivassistenten und im September 1939 zum Staatsarchivrat befördert. Während des Zweiten Weltkrieges diente er als Mitarbeiter eines höheren Marinestabes, unter anderem in Athen und zuletzt beim Stützpunkt Flensburg-Mürwik, wo er das Ende der Regierung Dönitz direkt miterlebte. Er geriet in britische Kriegsgefangenschaft, aus der er aber schon nach kurzer Zeit entlassen wurde.
1946 wurde Möhlmann die Leitung des Staatsarchives in Aurich übertragen, dessen Archivbestände fast unversehrt aus der Kriegsauslagerung zurückgekommen waren. 1949 übernahm er die Schriftleitung des Jahrbuches der Gesellschaft für bildende Kunst und vaterländische Altertümer zu Emden und die Redaktion des ostfriesischen Teils des Friesischen Jahrbuches. 1953 erhielt er die Beförderung zum Archivdirektor. Als Leiter des Auricher Staatsarchives war er zugleich Mitglied der Arbeitsgruppe Wissenschaft und Schrifttum der Ostfriesischen Landschaft und mitverantwortlich für deren, zusammen mit dem Staatsarchiv Aurich herausgegebene, Schriftenreihen. Während des Deutschen Archivtages im September 1963 in Emden und Aurich konnte er das neuerrichtete Auricher Staatsarchiv präsentieren. 1965 wurde er Mitglied im Ausschuss der Historischen Kommission für Niedersachsen. Unter seiner Leitung konnten neue Mitarbeiter für das Archiv eingestellt und die dringend benötige Restaurierungswerkstatt eingerichtet werden. Ende März 1975 wurde er pensioniert und bezog ein Seniorenwohnstift in Brühl. Für seine Verdienste erhielt er von der Ostfriesischen Landschaft die Ubbo-Emmius-Medaille. 1983 konnte er noch sein goldenes Doktorjubiläum feiern. Er starb am 4. Mai 1984, im Alter von 74 Jahren, nach kurzer schwerer Krankheit in Bonn.
Günther Möhlmann hinterließ ein umfangreiches Schrifttum. Schon 1938 wurde er von der Historischen Kommission für Niedersachsen beauftragt, das von Otto Heinrich May begonnene Werk Regesten der Erzbischöfe von Bremen fortzusetzen. 1953 konnte er die erste Lieferung des zweiten Bandes dieser Reihe von 1306 bis 1327 veröffentlichen. Die folgende Lieferung übernahm sein Stellvertreter Joseph König. Mit ihm zusammen gab er 1955 im Rahmen der Schriftenreihe Veröffentlichungen der niedersächsischen Archivverwaltung den Band Die Geschichte und die Bestände des Niedersächsischen Staatsarchives Aurich heraus. Für den Großen Ploetz Geschichte der deutschen Länder verfasste er den Abschnitt Geschichte Ostfrieslands. Weitere Werke von ihm waren die Geschichte der Insel Norderney und Ostfriesland. Weites Land an der Nordseeküste. Für die Neue Deutsche Biographie schrieb er elf Beiträge, vor allem Biografien über norddeutsche Persönlichkeiten und Familien. Ein Teil seines schriftlichen Nachlasses mit einer Laufzeit von 1948 bis 1974 befindet sich im Niedersächsischen Landesarchiv (Abteilung Aurich), seiner einstigen Wirkungsstätte.

## Veröffentlichungen (Auswahl)
- Der Güterbesitz des Bremer Domkapitels von seinen Anfängen bis zum Beginn des 14. Jahrhunderts. (Dissertationsschrift), Winter, Bremen 1933.
- Regesten der Erzbischöfe von Bremen. Teil 2. / 1. Lieferung, (1306–1327), als Bearbeiter, Historische Kommission für Niedersachsen, Hannover 1953.
- Geschichte und Bestände des Niedersächsischen Staatsarchivs in Aurich. mit Joseph König, Vandenhoeck & Ruprecht, Göttingen 1955.
- Norder Annalen. Aufzeichnungen aus dem Dominikanerkloster in Norden 1271–1530. Verlag Ostfriesische Landschaft, Aurich 1959.
- Ostfriesland. Weites Land an der Nordseeküste. Burkhard, Essen 1961.
- Geschichte Ostfrieslands. Ein Überblick. Ploetz, Würzburg 1964.
- Geschichte der Insel und des Seebades Norderney. Heimatverein Norderney, Norderney 1964.
- Ostfriesisches Urkundenbuch. Band 3: Ergänzende Regesten und Urkunden zu Band I und II. 854–1500. als Herausgeber, Verlag Ostfriesische Landschaft, Aurich 1975.